# 兒科格拉斯哥昏迷量表
兒科格拉斯哥昏迷量表（英式英語：Paediatric Glasgow Coma Scale，美式英語：Pediatric Glasgow Coma Score）簡稱PGCS，相當於用來評估兒童患者意識水平的格拉斯哥昏迷量表（GCS）。由於許多針對成年患者的評估不適用於嬰幼兒，因此對格拉斯哥昏迷量表進行了略微修改以形成PGCS。與GCS一樣，PGCS包括三個測試：眼、言語和運動反應。分別考慮三個值及其總和。最低的PGCS（總和）為3（深度昏迷或死亡），而最高的為15（完全清醒和意識清醒的人）。兒科GCS通常用於急診醫療服務。